# Broglie (Adelsgeschlecht)

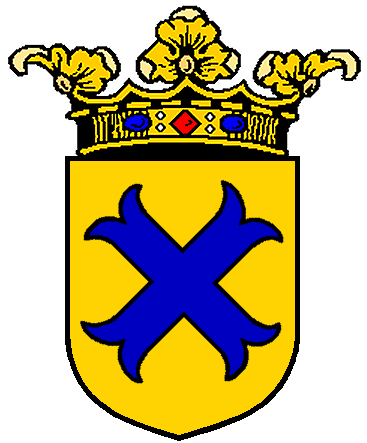
Wappen der Familie Broglie (d'or, à la croix de Saint André ancrée d'azur)

Broglie [ˈbrɔj] ist der Name einer aus dem Piemont stammenden, seit 1656 in Frankreich naturalisierten Adelsfamilie (ursprünglich Broglio oder Broglia), die mehrere Heerführer (darunter drei Marschälle von Frankreich), Staatsmänner (darunter zwei Premierminister), Mitglieder der Académie française, darunter Historiker und Physiker, etwa den Physik-Nobelpreisträger Louis-Victor de Broglie, hervorgebracht hat. 1639 wurde sie in den savoyischen Grafenstand, 1742 in den französischen Herzogsrang erhoben.

## Geschichte
Die Broglie stammen aus Chieri im Piemont, wo sie bereits im 12. Jahrhundert auftreten und mehrfach das Amt des Podestà ausübten; sie gehören zum Stamm der Patrizierfamilie Gribaldi. Schon früh zählten sie zu den führenden Familien der Stadtrepublik, neben den Balbi, Balbiani, Bertoni und Benso (den sogenannten „fünf B“). 1310 empfingen sie den König Heinrich VII. in ihrem Palazzo in Chieri. 1323 besaßen sie die noch existierende Casa Broglia in Turin. Alberico Broglia wurde Ende des 14. Jahrhunderts als Condottiere bekannt. Sie erwarben die Grafschaften Casalborgone, Mombello und Revello sowie etliche weitere Grundherrschaften, darunter Cortandone. Carlo Felice Broglia, Conte di Casalborgone (1826–1891), war der Letzte der dortigen Linie.
Francesco-Maria di Broglia (1611–1656), Sohn des Amedeo Broglia, Herr von Cortandone, wurde im Piemont geboren und trat in die Dienste des Hauses Savoyen. 1639 wurde er zum Grafen von Revel erhoben. 1643 trat er in französische Dienste, kämpfte im Dreißigjährigen Krieg und stieg zum Generalleutnant auf. 1654 erwarb er im Loire-Tal das Marquisat Senonches, das seine Witwe 1667 wieder veräußerte. Sein Sohn Victor-Maurice de Broglie (1646–1727) wurde in Turin geboren, trat ebenfalls in französische Dienste und stieg zum Marschall von Frankreich auf. Denselben militärischen Rang erwarb sich auch dessen Sohn François-Marie de Broglie (1671–1745), der 1742 durch Ludwig XV. zum Herzog von Broglie erhoben wurde. Er erwarb 1716 die Baronie Ferrières im Département Eure in der Normandie, die für ihn zum Herzogtum und zur Pairie Broglie erhoben wurde. In der dortigen Ortschaft Chambrais, die seit 1742 Broglie heißt, erweiterte er eine alte Burganlage zum weitläufigen Schloss, welches sich bis heute im Besitz der Familie befindet. Im 20. Jahrhundert wurde dort ein wissenschaftliches Labor eingerichtet, in dem die berühmten Physiker aus der Familie arbeiteten.
Der jüngere Sohn des 2. Herzogs, Auguste Prince de Broglie (1762–1795), begründete eine jüngere Linie der Familie.

## Besitzungen
Das Hotel de Broglie in Paris, Rue Saint Dominique, wurde 1752 durch Pierre Mouret für die Herzöge de Broglie erbaut, wechselte aber später in andere Hände. Das Schloss Chaumont an der Loire kam im 18. Jahrhundert durch Heirat kurzzeitig an die Familie. Ihre letzten Besitzungen im Piemont veräußerten die Herzöge von Broglie unter der Herrschaft Napoleons.
Der Wohnsitz des gegenwärtigen 9. Herzogs ist das Schloss Broglie. Sein jüngerer Bruder, der Bankier Louis Albert Prinz de Broglie erwarb 1992 das Schloss La Bourdaisière. Prinz Raymond de Broglie (1826–1914) erwarb 1869 das Schloss Vaubadon, das seinen Nachkommen noch gehört. Charles-Edouard de  Broglie erwarb durch Heirat mit Laure de La Varende 1999 das Schloss Bonneville in Chamblac.

## Wappen
Blasonierung: „In Gold ein blaues Ankerschrägkreuz“ (d’or, au sautoir ancré d’azur)

## Familienmitglieder
1. Victor-Maurice de Broglie, Comte de Broglie (1646–1727), Marschall von Frankreich
2. François-Marie de Broglie (1671–1745), 1. Herzog de Broglie, Marschall von Frankreich, Sohn des vorigen
3. Victor-François de Broglie (1718–1804), 2. Herzog de Broglie, Heerführer und Oberbefehlshaber im Siebenjährigen Krieg, Kriegsminister, Marschall von Frankreich, Sohn des vorigen
4. Charles-François de Broglie, Comte de Broglie, (1719–1781), Soldat und Diplomat, Bruder des vorigen
5. François de Broglie (1720–1757), französischer General, Comte de Revel
6. Claude-Victor de Broglie, Prince de Broglie, (1757–1794), Sohn von 3., guillotiniert
7. Maurice-Jean-Magdalène de Broglie (1766–1821), Bischof, Bruder des vorigen
8. Achille-Léon-Victor de Broglie (1785–1870), 3. Herzog de Broglie und Pair von Frankreich, Staatsmann, mehrfacher Minister und Premierminister, ab 1855 Mitglied der Académie française, Sohn von 5.
9. Louise-Albertine de Broglie, auch Louise de Cléron, Comtesse d’Haussonville (1818–1882), Autorin und Biografin, ältestes Kind von 8.
10. Jacques-Victor-Albert de Broglie (1821–1901), 4. Herzog de Broglie, Historiker, Schriftsteller, Staatsmann, mehrmaliger Minister und Premierminister, ab 1862 Mitglied der Académie française, ältester Sohn von 8.
11. Auguste-Théodore-Paul de Broglie (1834–1895) (BBKL)
12. Louis-Alphonse-Victor de Broglie (1846–1906), 5. Herzog de Broglie, Diplomat, ältester Sohn des 4. Herzogs
13. Maurice de Broglie (1875–1960), 6. Herzog de Broglie, Physiker, ab 1934 Mitglied der Académie française, ältester Sohn von 11.
14. Louis-Victor-Pierre-Raymond de Broglie (1892–1987), 7. Herzog de Broglie, Physiker, Nobelpreisträger, ab 1944 Mitglied der Académie française, wurde durch seine Arbeit über die Wellennatur des Elektrons bekannt, jüngster Sohn von 11.
15. Jean de Broglie (1921–1976), Politiker, Urenkel von Albert (von 9), ermordet
16. Gabriel de Broglie (1931–2025), Historiker, Schriftsteller, Staatsmann, Mitglied des Staatsrats, ab 2001 Mitglied der Académie française, Präsident der Commission générale de terminologie et de néologie, Kommandeur der Ehrenlegion
17. Victor-François Marie Léon de Broglie (1949–2012), 8. Herzog de Broglie, Sohn von Jean de Broglie
18. Philippe-Maurice (* 1960), 9. Herzog de Broglie, Bruder von Victor-François

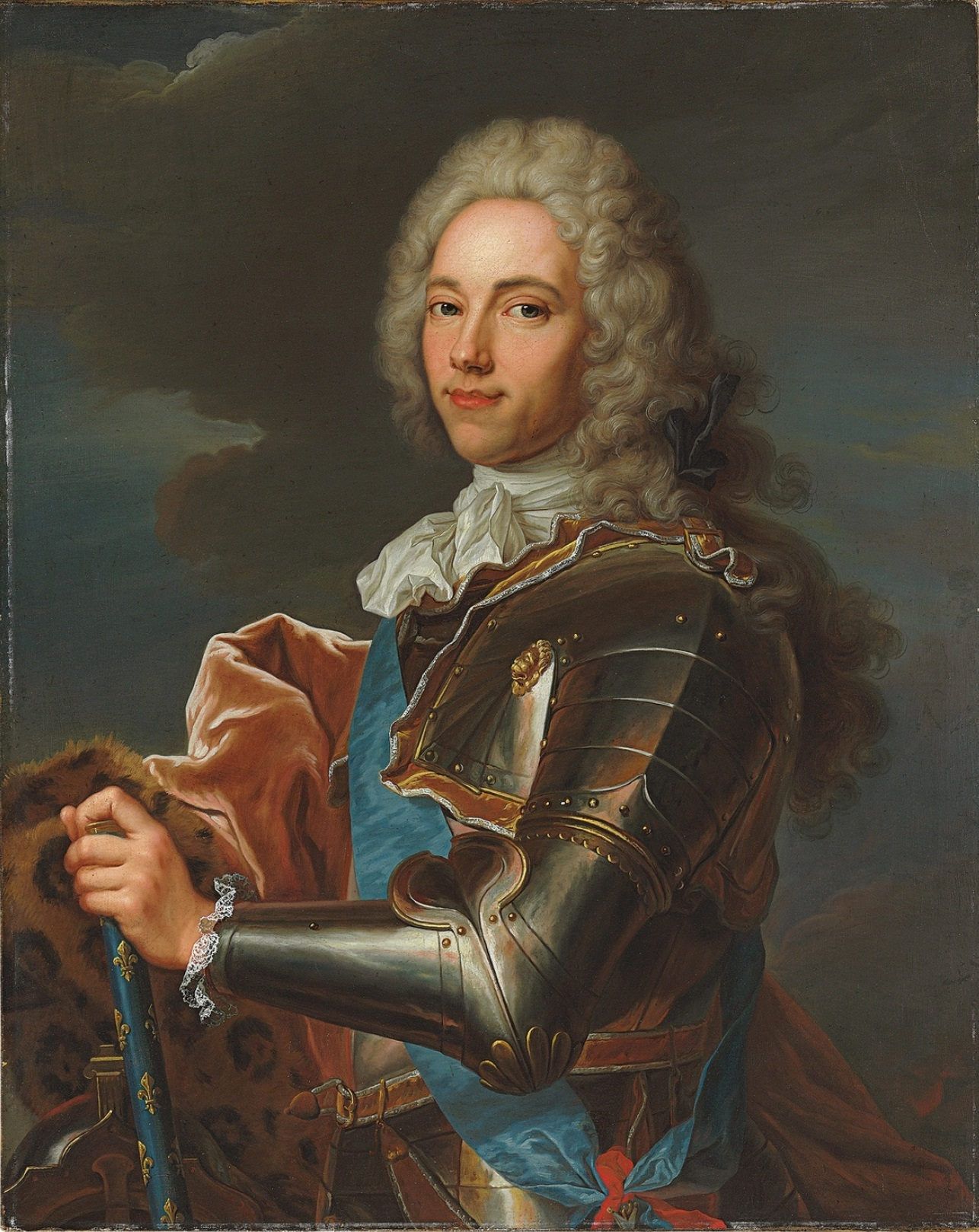
François-Marie de Broglie (1671–1745), 1. Herzog, Marschall von Frankreich
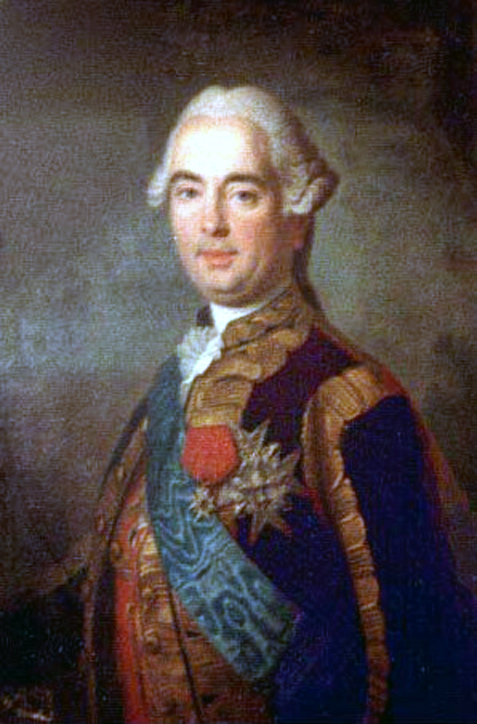
Victor-François de Broglie (1718–1804), 2. Herzog, Marschall von Frankreich
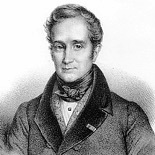
Achille-Léon-Victor de Broglie (1785–1870), 3. Herzog, Premierminister, Innen- und Außenminister
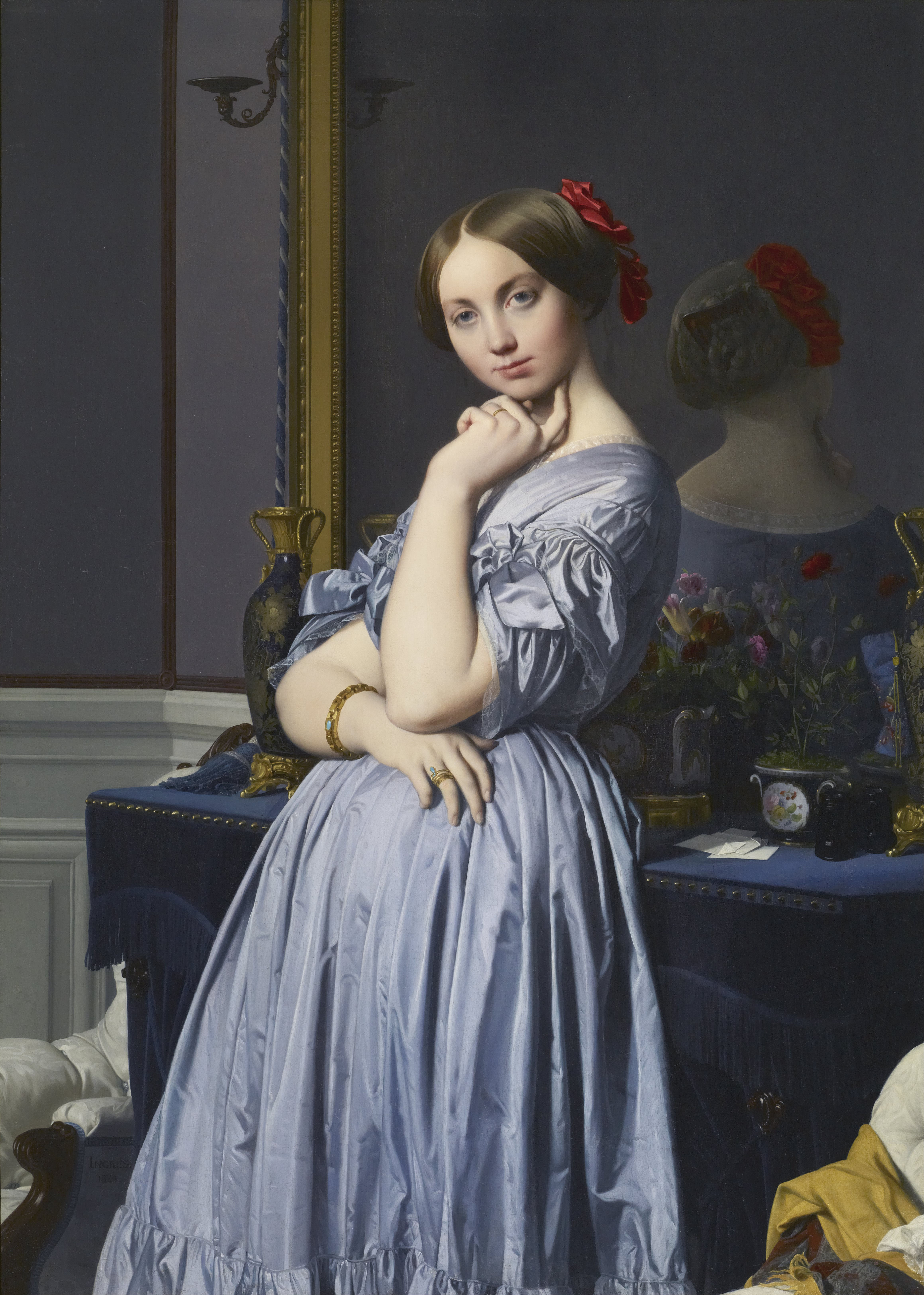
Louise de Broglie (1818–1882), Countess d’Haussonville, Gemälde von Jean-Auguste-Dominique Ingres, 1845
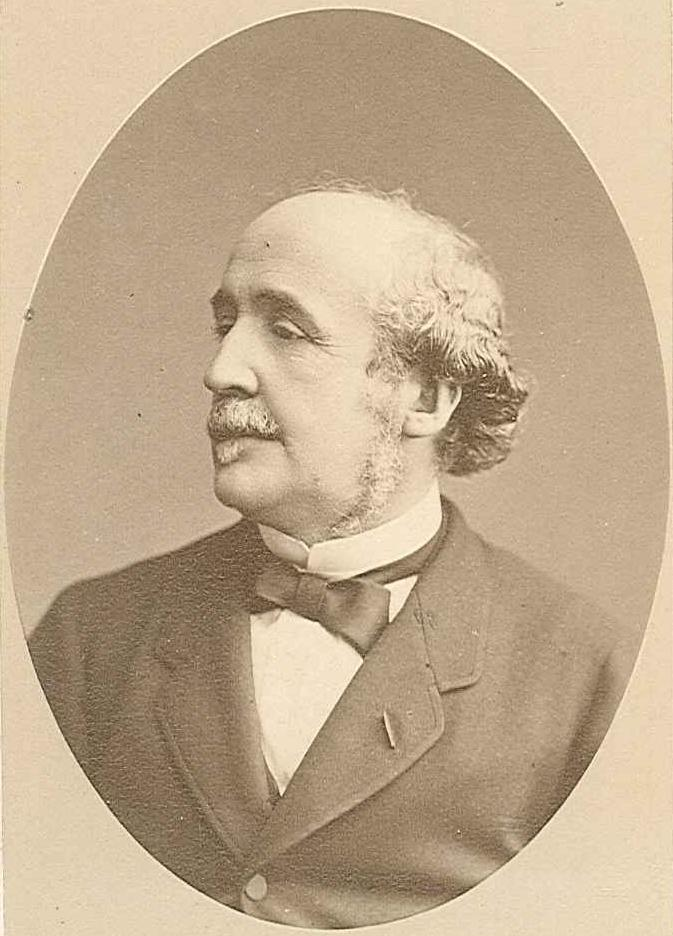
Jacques-Victor-Albert de Broglie (1821–1901), 4. Herzog, Premierminister, Innen- und Justizminister
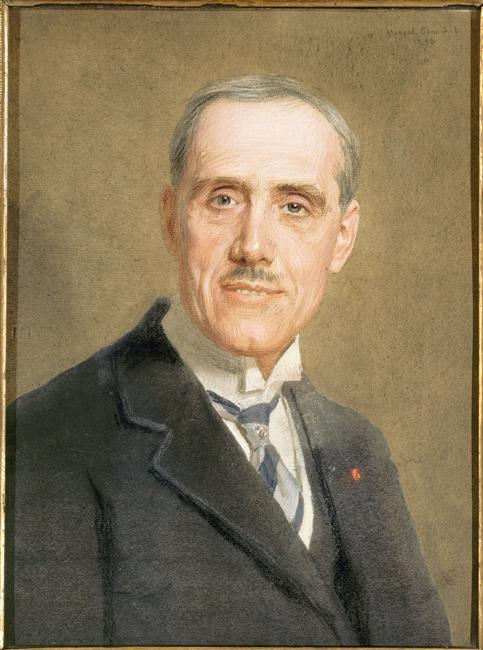
Maurice de Broglie (1875–1960), 6. Herzog, Physiker
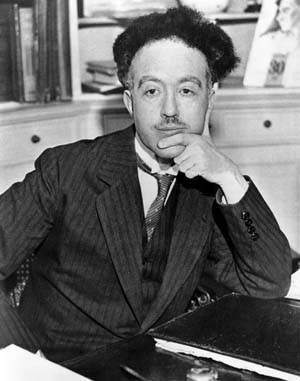
Louis-Victor-Pierre-Raymond de Broglie (1892–1987), 7. Herzog, Physiker, Nobelpreisträger